# Georgiska sovjetencyklopedin
Den georgiska sovjetencyklopedin (georgiska: ქართული საბჭოთა ენციკლოპედია, Kartuli sagtjota entsiklopedia, förkortat KSE, ქსე; ryska: Грузинская советская энциклопедия, Gruzinskaja sovjetskaja entsiklopedija, GSE) är den första universella encyklopedin skriven på georgiska, tryckt i Tbilisi från år 1965. Encyklopedin innefattar elva band i alfabetisk ordning och en tolfte som exklusivt dedicerats till Georgiska SSR, tryckt i både ryska och georgiska. Dess huvudsakliga redaktör var Irakli Abasjidze. Den främste redigeraren var Roin Metreveli.

## Ordförande
Den georgiska sovjetencyklopedin har hittills haft tre ordförande i redaktionsrådet. Under tiden då landet var en del av Sovjetunionen var Irakli Abasjidze dess ordförande. Efter hans död tog Avtandil Sakvarelidze över posten och efter 14 år har sedan år 2006 Zurab Abasjidze innehaft posten.
- 1965–1992 — Irakli Abasjidze
- 1992–2006 — Avtandil Sakvarelidze
- 2006–idag — Zurab Abasjidze